# Algemene voorwaarden (Nederland)
Algemene voorwaarden zijn standaardvoorwaarden opgesteld door een verkoper of dienstenaanbieder en bedoeld om deel uit te maken van elke met een koper of afnemer van diensten gesloten overeenkomst, met uitzondering van die voorwaarden die de kern van de prestaties aangeven. Ze gelden meestal ook wanneer iemand deze niet heeft gelezen. Algemene voorwaarden worden vaak kleingedrukt onder een overeenkomst gezet en worden daarom in de volksmond vaak als de "kleine lettertjes" aangeduid.
Dit artikel gaat over algemene voorwaarden als bedoeld in boek 6 van het Nederlandse Burgerlijk Wetboek. De regeling is opgenomen onder afdeling drie van titel 5 en beslaat de artikelen 231 tot en met 247. Van de meeste wetsartikelen mag niet worden afgeweken, ze vormen dwingend recht. De regeling is niet van toepassing op arbeidsovereenkomsten.
Algemene voorwaarden kunnen onder andere inhouden:
- Leveringsvoorwaarden en levertijd;
- Regels met betrekking tot (te late) betaling;
- Geldend recht en bevoegde rechtbank;
- Garanties en exoneraties.

## Begrippen
Naast het begrip 'algemene voorwaarden' heeft de wetgever ook meer begrippen wettelijk gedefinieerd.
- De gebruiker is de partij die de algemene voorwaarden gebruikt in een overeenkomst.
- De wederpartij is de partij die heeft aanvaard dat de algemene voorwaarden van toepassing zijn op de overeenkomst.
- Een consument is een natuurlijk persoon die niet handelt in de uitoefening van een beroep of bedrijf.

## Vernietigbaarheid
De wederpartij heeft de mogelijkheid om bedingen uit de algemene voorwaarden van de gebruiker te vernietigen, wanneer hij niet heeft voldaan aan zijn informatieplicht of wanneer een beding onredelijk bezwarend is. De wederpartij heeft deze mogelijkheid ook wanneer de algemene voorwaarden worden gehanteerd door een partij die de gebruiker een volmacht daartoe heeft gegeven. Tevens kunnen organisaties bedingen vernietigen wanneer de algemene voorwaarden worden gebruikt in overeenkomsten met haar leden. Hiermee biedt de wetgever gelegenheid aan consumentenorganisaties om voor consumenten collectief op te treden. Het gerechtshof in Den Haag is dan bevoegd.
De vordering komt toe aan rechtspersonen met volledige rechtsbevoegdheid die ten doel hebben de behartiging van belangen van personen die een beroep of bedrijf uitoefenen of van eindgebruikers van niet voor een beroep of bedrijf bestemde goederen of diensten. Zij kan slechts betrekking hebben op algemene voorwaarden die worden gebruikt of bestemd zijn te worden gebruikt in overeenkomsten met personen wier belangen door de rechtspersoon worden behartigd.
Van deze vernietigingsgrond kan de wederpartij geen gebruik maken wanneer hij een jaarrekening moeten publiceren of die 50 of meer werknemers in dienst heeft of een coöperatie, onderlinge waarborgmaatschappij (OWM), naamloze naamloze vennootschap (NV) of besloten vennootschap (BV) is. Zij kunnen dus wel zelf algemene voorwaarden gebruiken, maar niet tegenover hun relaties een beroep op vernietiging doen wegens onredelijk bezwarend karakter of niet hebben kunnen kennisnemen. Ook de wederpartij die zelf vergelijkbare bedingen haar overeenkomsten gebruikt kan van deze vernietigingsgrond geen gebruik maken.
Op de vernietigingsgrond geldt een verjaringstermijn van drie jaar, die ingaat op het moment dat een der partijen een beroep op het beding doet.

## Informatieplicht
De informatieplicht is de verplichting van de gebruiker om de wederpartij een redelijke mogelijkheid te bieden om van de algemene voorwaarden kennis te nemen. Het uitgangspunt hierbij is dat de algemene voorwaarden worden overhandigd voor of tijdens de koop. Wanneer dit redelijkerwijs niet mogelijk is volstaat het om te melden dat welke algemene voorwaarden van toepassing zijn en dat deze kunnen worden ingezien of opgevraagd en waar dat kan. Onder redelijkerwijs niet mogelijk wordt verstaan "niet mogelijk" en "niet praktisch", bijvoorbeeld bij overeenkomsten die massaal gesloten worden. Bovendien geldt dan dat de gebruiker de algemene voorwaarden op verzoek van de tegenpartij kosteloos moet toezenden.
Verder wordt er onderscheid gemaakt tussen overeenkomsten die via elektronische weg (het internet, telefoon, fax, ect.) zijn gesloten en overeenkomsten waarbij dit niet het geval is. In het eerste geval moet de gebruiker ervoor zorgen dat de algemene voorwaarden op te slaan zijn zodat de wederpartij deze later nog eens in kan zien. In het laatste geval mag de gebruiker de algemene voorwaarden alleen via de elektronische weg verstrekken indien de wederpartij daar uitdrukkelijk mee instemt.
Tot slot geldt er voor dienstverleners een uitzondering. Zij kunnen vrij kiezen of ze de algemene voorwaarden overhandigen, ter inzage leggen, verwijzen naar een elektronische adres of zijn opgenomen in alle documenten die gericht zijn tot de wederpartij en waarin de diensten in detail worden beschreven. De staatssecretaris van Veiligheid en Justitie, F. Teeven, heeft per brief van 4 januari 2011 aan de kamer kenbaar gemaakt dat dit ook geldt als de overeenkomst tussen de gebruiker en de wederpartij niet via de elektronische weg is gesloten.

## Onredelijk bezwarend
Onredelijk bezwarend zijn die bedingen waarover niet afzonderlijk is onderhandeld en de balans tussen de rechten en plichten van partijen in het nadeel van de wederpartij significant aantasten. Aan deze open norm wordt verder invulling gegeven met behulp van drie lijsten: de zwarte, grijze en blauwe lijst. Deze lijsten zijn van toepassing op overeenkomsten tussen bedrijven en consumenten.
De zwarte lijst bevat bedingen die altijd onredelijk bezwarend worden geacht, terwijl de grijze lijst bevat bedingen die vermoedelijk onredelijk bezwarend worden geacht. Daardoor heeft de gebruiker alleen bij de grijze lijst de mogelijkheid om te beargumenteren waarom het beding toch redelijk of niet bezwarend zou zijn. De blauwe lijst is een indicatieve en niet uitputtende lijst en wordt door rechters gebruikt ter inspiratie. De zwarte en grijze zijn terug te vinden in de nationale wet en de blauwe lijst is terug te vinden in de Europese richtlijn 93/13/EEG oneerlijke bedingen.
Met het Océano-arrest stond de ambtshalve toetsing van bedingen op de agenda. In dat arrest is het Europees Hof van Justitie tot het oordeel gekomen dat rechters op grond van de Europese Richtlijn de mogelijkheid zouden moeten hebben om algemene voorwaarden ambtshalve te toetsen, dus zonder dat de wederpartij daar expliciet of impliciet om vraagt. Later heeft het hof in het Pannon-arrest zelfs geoordeeld dat dit een verplichting is. Naar aanleiding hiervan is de werkgroep "ambtshalve toetsing" opgericht. Deze werkgroep beveelt (onder meer) aan dat indien geen uiting van de wederpartij als beroep op vernietigbaarheid kan worden uitgelegd en de rechter wel constateert dat het gaat om een onredelijk bezwarend beding, hij op zoek zal moeten gaan naar een norm waarmee hij het resultaat kan bereiken waartoe hij volgens het Europees Hof ‘gehouden’ is (te weten dat een dergelijk beding geen effect heeft). Er zijn twee normen die in aanmerking komen, te weten de nietigheid van bedingen die in strijd zijn met de wet, de openbare orde of de goede zeden (art. 3:40) 30 en de redelijkheid en billijkheid 31 (art. 6:2 en 6:248). Via die weg zal dus ook ambtshalve toetsing van oneerlijke bedingen kunnen plaatsvinden. Daarbij wijst de werkgroep er op dat het Europees Hof van Justitie in het Asturcom-arrest heeft geoordeeld dat "consumentbeschermende regels met recht van openbare orde gelijk zijn te stellen." En daarom geven zij de voorkeur aan nietigheid.
Het Landelijk Overleg Sectorvoorzitters Kantonsectoren (LOK) en het Landelijk Overleg Voorzitters Civiele Sectoren (LOVC) hebben ingestemd met de aanbevelingen van de werkgroep, maar de aanbevelingen binden de rechter niet en zijn dus geen rechtsregels in de zin van artikel 79 Wet op de rechterlijke organisatie.

## Geschiedenis
In het Oud Burgerlijk Wetboek bestond geen zelfstandige regeling omtrent algemene voorwaarden. De bepalingen die verband hielden met algemene voorwaarden vormden een ware lappendeken. Aan die situatie heeft de Nederlandse wetgever een einde willen maken door een aparte afdeling in het Burgerlijk Wetboek, bij afkorting ook wel BW genaamd, te wijden aan de algemene voorwaarden.